# Петрово-Голенищевская волость
Петро́во-Голени́щевская во́лость — бывшая административно-территориальная единица Славяносербского уезда Екатеринославской губернии.
По состоянию на 1886 год состояла из 10 поселений, 9 сельских общин. Население — 1 443 человека (728 мужского пола и 715 — женского), 224 дворовых хозяйства.
|                       | Площадь, десятин | В том числе пахотной, дес. |
| --------------------- | ---------------- | -------------------------- |
| Сельских общин        | 1036             | 345                        |
| Частной собственности | 6639             | 1789                       |
| Другой собственности  | 1158             | 50                         |
| В целом               | 8833             | 2184                       |

Крупнейшие поселения волости:
- Петровка («Голенищевка», «Дмитриевка») — бывшее собственническое село при реке Лугань в 40 верстах от уездного города, 320 человек, 53 двора. За 3 версты — бумажная фабрика, каменноугольный рудник. За 5 верст — каменноугольный рудник. За 7 верст — лавка.
- Александровка («Старая Четчикова») — бывшее собственническое село при реке Лугань, 73 человека, 16 дворов, лавка.

По данным на 1908 год волость была ликвидирована.